# پیترو کاخارو

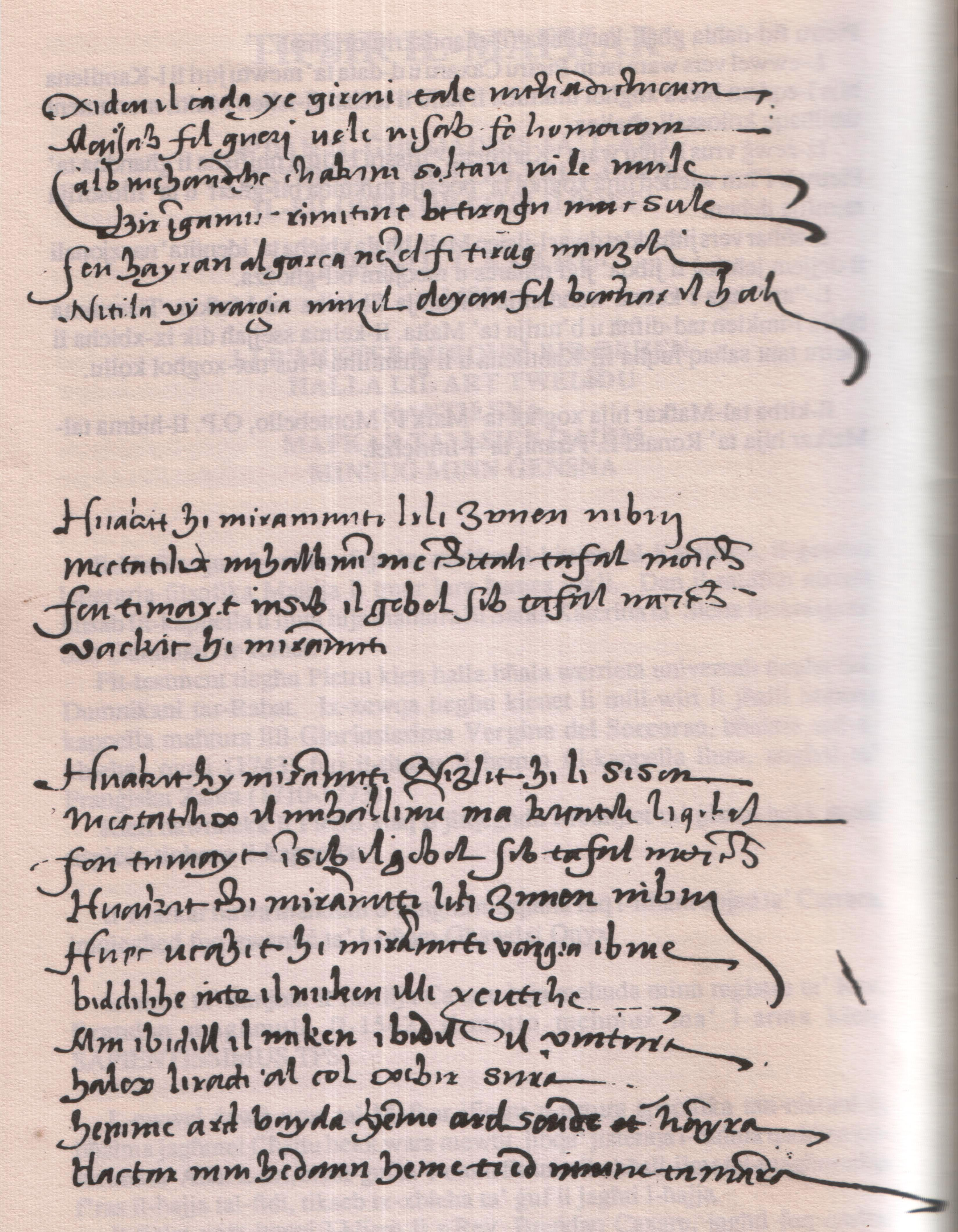
ایل-کانتیلنا، اثر پیترو کاخارو

پیترو کاخارو یک شاعر و فیلسوف مالتی بود. او به عنوان اولین فیلسوف مالتی شناخته شده‌است.
هیچ پرتره یا تصویری از او موجود نیست.

## خانواده
پیترو در یک خانواده اشرافی در مالت چشم به جهان گشود. روز تولد وی نامشخص است، و بعید است که در کل ثبت شده باشد. او به احتمال زیاد در اوایل سده ۱۵ میلادی به دنیا آمده باشد.
نام پدر او لئو و نام مادرش، زونا (به زبان مالتی: Zuna) بود. احتمال این که خانواده او جد یهودی دارند و با زور به مسیحیت درآمدند، وجود دارد.